# 1996年上海
|        | 上海历史 |
| 世紀： | 19世紀上海 \| 20世紀上海 \| 21世紀上海                                                                                     |
| 年代： | 1960年代上海 \| 1970年代上海 \| 1980年代上海 \| 1990年代上海 \| 2000年代上海 \| 2010年代上海 \| 2020年代上海               |
| 年份： | 1992年上海 \| 1993年上海 \| 1994年上海 \| 1995年上海 \| 1996年上海 \| 1997年上海 \| 1998年上海 \| 1999年上海 \| 2000年上海 |
| 紀年： | 丙子年（鼠年）、上海开埠153周年、上海设市69周年                                                                            |

## 主要官员

### 党委
- 市委书记：黄菊

### 人大
- 人大常委会主任：叶公琦

### 政府
- 市长：徐匡迪

### 法院
- 院长：胡瑞邦

### 检察院
- 检察长：倪鸿福

### （党）纪委
- 书记：张惠新

### 政协
- 主席：陈铁迪

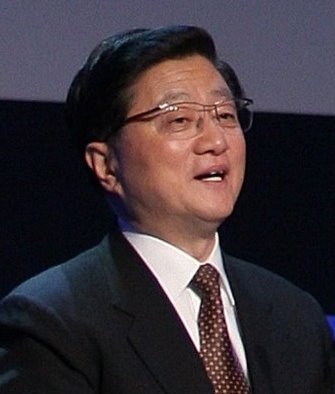
市委书记黄菊
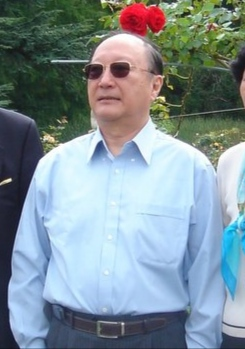
市长徐匡迪

## 大事記

### 1月
- 1月9日由中宣部、团中央、中国残疾人联合会共同组织的“热爱祖国、自强不息”巡回报告演出团在上海举行第一百场报告演出。
- 1月18日，上海航天工业总公司成立。
- 1月20日，总投资12.2亿元的市重点工程、浦东新区最大的工业工程、年产3万吨丙烯酸酯工程项目在高桥石化丙烯酸厂竣工验收。
- 1月23日，市政府召开创建国家卫生城市表彰动员大会。会议宣布：上海市在1995年全国直辖市、省会市、计划单列市城市卫生检查评比中名列第三，获卫生城市称号。

### 2月
- 2月5日
  - 国际著名焊接专家、宝山钢铁（集团）公司副总工程师、全国劳动模范、上海市科技精英、中共优秀党员曾乐在上海逝世，享年63岁。
  - 云南省丽江、中甸两县发生强烈地震，上海市委书记黄菊、市长徐匡迪联名打电报表示慰问。副市长孟建柱带领支援云南灾区工作领导小组，向云南灾区提供应急援助款项和物品。
- 2月11日，上海市慈善基金会组织“万人上街慈善募捐”活动，当天共募集善款59万余元。
- 2月16日，上海电影电视（集团）公司成立。
- 2月26日，被列为国家“八五”期间重大工程项目的沪宁高速公路全线贯通。

### 3月
- 3月5日，96中国华东出口商品交易会在上海举行。来自104个国家和地区的7543人参加了华交会。成交额22.36亿美元。
- 3月19日，第二届亚欧大陆桥经济合作国际研讨会在上海举行。
- 3月21日，中国科学院与上海市全面合作首批项目之一——上海新材料研究中心成立。
- 3月27日
  - 本市1996年精神文明建设工作会议召开，会上命名沪上96个文明小区，表彰“十佳”好事和优秀组织者。
  - 首届“中国国际新闻奖”颁奖大会在上海举行。
- 3月28日，经国家经贸委、船舶工业总公司批准，国内的首家造船集团———沪东造船集团成立。

### 4月
- 4月1日
  - 中美合作生产的20架具有国际先进水平的干线飞机MD90－30飞机项目在上海开始实施。
  - 中国首列快速列车“先行号”在沪宁铁路线投入运营，其最高时速为140公里，全程只需2小时41分。
- 4月8日，上海交通大学举行建校100周年庆祝大会。
- 4月10日，市交通运输局撤销，改制为上海交运（集团）公司。
- 4月17日，中宣部、建设部和中共上海市委联合在首都举行徐虎事迹报告会。建设部决定全行业开展学习徐虎的活动。
- 4月18日，芬兰驻沪总领事馆开馆。
- 4月20日
  - 国画大师、中国美术家协会顾问、中国书法家协会顾问朱屺瞻在上海逝世，享年105岁。
  - 中共上海市委发出通知，号召全市人民学徐虎。24日，举行徐虎事迹报告会。
  - 上海浦东发展银行北京分行开业。
- 4月22日，第四届上海—关西经济研究会在大阪举行。
- 4月24日，上海申银、万国两家证券公司合并，组成上海申银万国证券股份有限公司。该公司总资产130亿元，为目前国内最大证券商。
- 4月26日，中国、俄罗斯、哈萨克斯坦、吉尔吉斯斯坦、塔吉克斯坦五国关于在边境地区加强军事领域信任的协定在上海签署，江泽民、叶利钦、纳扎尔巴耶夫、阿卡耶夫、拉赫莫诺夫分别代表本国签字。

### 5月
- 5月1日，1995年度上海市劳动模范表彰大会召开，全市有885名劳模和405个模范集体受表彰。
- 5月11日，泰国正大集团与以泰国农业银行为首的6家银行组建的银团共同投资3亿美元的正大广场项目在浦东陆家嘴奠基动工。
- 5月14日，上海国际计算机及网络展览会开幕。
- 5月18日，上海艺术节开幕。
- 5月29日，上海儿童博物馆开馆。

### 6月
- 6月12日，上海通用汽车有限公司成立。
- 6月18日，上海探险家余纯顺在新疆罗布泊地区遇难。
- 6月19日，上海地铁二号线一期工程经国务院批准列入上海“九五”重大市政项目，市政府已正式成立上海市地铁二号线建设领导小组，市长徐匡迪任组长。

### 7月
- 7月2日，上海国际通信展览会开幕。
- 7月15日，上海信息港建设正式启动。
- 7月16日，跨世纪的旧区改造工程、上海中心城区最大的中高档住宅区“上海复兴城”暨复兴东路拓宽工程正式开工。
- 7月23日，上海公交首辆空调巴士在五汽公司专线46路投入运营[1]。
- 7月26日，国家教委与上海市政府签署协议，以国家教委与上海市政府共建方式，将上海城市建设学院、上海建筑材料工业学院并入同济大学。
- 7月28日，上海立体交通网络的又一项重大工程———延安高架路东段工程开工，该工程全长3.06公里。

### 8月
- 8月9日，首届上海图书节举行。
- 8月18日，徐浦大桥顺利合龙。
- 8月20日，市政府举行欢迎会，为参加第二十六届奥运会的上海运动员庆功，并对15名运动员、教练员予以嘉奖。
- 8月22日
  - 从中山西路至虹桥机场全长6.2公里的延安高架路西段结构贯通。
  - 上海市社联、上海外国语大学、上海市世界语协会共同主办的第一届亚洲世界语大会在上海举行。来自17个国家和地区的近500名世界语者参加了会议。
- 8月24日，国务院、中央军委正式批准浦东国际机场建设工程立项。浦东国际机场位于浦东新区江镇镇、施湾镇和南汇县祝桥乡境内濒海地带，规划占地32平方公里。
- 8月28日，泰国泰华国际银行总部落户浦东，举行开业仪式。

### 9月
- 9月15日，全长274公里的沪宁高速公路全线投入运营。
- 9月18日，中国共产党党员、中国杰出的电影表演艺术家白杨在上海逝世，享年76岁。
- 9月21日～28日，上海旅游节举行。共推出40个大类、近100项特色旅游活动。

### 10月
- 10月12日，上海博物馆新馆建成开馆。
- 10月12日～19日全国第三届农民运动会在上海举行。
- 10月24日～25日上海市科协第六次代表大会举行。

### 11月
- 11月1日
  - 华建敏调中共中央有关部门工作，不再担任中共上海市委常委、委员职务。市十届人大常委会第三十一次会议决定：免去华建敏的上海市副市长职务；任命市委副书记陈良宇为上海市副市长。
  - 孟建柱任中共上海市委副书记。市十届人大常委会第三十一次会议决定：免去孟建柱的上海市副市长职务；任命冯国勤为上海市副市长。
  - 第七届中国十大杰出青年颁奖典礼在上海举行。上海正广和总公司总经理吕永杰在典礼仪式上受奖。
- 11月8日～11日首届亚太地区特殊奥林匹克运动会在上海举行。
- 11月13日，世界最大的芯片制造商——美国英特尔公司在沪投资的英特尔科技（中国）有限公司动土兴建，首期投资9900万美元。
- 11月10日～14日第六届上海电视节在上海举行，来自37个国家与地区、700家公司的2000名中外来宾参加了活动。
- 11月18日
  - 上海市“九五”期间重大工程——东海平湖油气田项目海上工程开工。
  - 上海广播大厦落成。
- 11月21日，市重大工程———上海虹桥国际机场国内候机楼改扩建工程竣工启用。
- 11月24日，中华人民共和国建立以来，第一部全面反映上海政治、经济、文化和社会生活的综合年鉴———《上海年鉴》正式发行。
- 11月26日，全国性股份制商业银行———华夏银行上海分行落户外滩。

### 12月
- 12月2日，上海第三条高架路———延安高架路西段建成通车。
- 12月3～5日中共上海市委六届五次全会举行。全会通过《中共上海市委关于加强社会主义精神文明建设的意见》。
- 12月6日，历时两个月的《红岩魂》展览落幕。累计参观者达65万人次。
- 12月20日，上海图书馆新馆开馆。中共中央总书记江泽民和国务院总理李鹏分别为上图新馆开馆题词。
- 12月26日
  - 上海民主党派大厦落成启用。
  - 上海精神文明建设展开幕。
- 12月27日，经中共上海市委、市政府批准，上海电气（集团）总公司和上海机电控股（集团）公司联合重组的上海电气（集团）总公司成立。
- 12月28日
  - 上海大众汽车有限公司年产桑塔纳轿车20万辆，创中国汽车史上年产汽车新纪录。
  - 上海地铁一号线南延伸段基本建成并试通车。
  - 中国音乐电视（MTV）大赛颁奖仪式首次走出京城移师上海举行。

## 奖项
4月25日，第七届上海白玉兰戏剧奖颁奖。